# 毛安之
毛安之（もう あんし、生没年不詳）は、中国の東晋の軍人。字は仲祖。本貫は滎陽郡陽武県。

## 経歴
毛宝の子として生まれた。軍事の才能があり、撫軍参軍・魏郡太守に累進した。会稽王司馬昱が輔政の任につくと、安之はその護衛にあたった。咸安元年（371年）、司馬昱（簡文帝）が即位すると、安之は兵を率いて帝の車駕に従い、宮中に宿直した。ほどなく游撃将軍の号を受けた。咸安2年（372年）、庾希が反乱を起こして京口に入ると、安之は都の建康を守るために督城門諸軍事となった。
孝武帝が即位した後、盧悚の反乱軍が宮中に突入する事件が起きた。安之は兵を率いて雲龍門に入り、皇帝を守るべく奮戦した。左衛将軍の殷康や領軍将軍の桓秘らの応援が到着すると、安之と協力して、盧悚の一党を殲滅した。安之は右衛将軍の号を受けた。太元3年（378年）、謝安と共に宮室の改築を監督し、この功績により関中侯に封じられた。太元5年（380年）、皇后の王法慧が崩御すると、安之は将作大匠を兼ねた。在官のまま死去した。光禄勲の位を追贈され、平都子に追封された。

## 子女
- 毛潭（平都子、江夏国相）
- 毛泰（太傅従事中郎・後軍諮議参軍。冠軍将軍・堂邑泰山二郡太守。司馬元顕と宿怨の関係にあり、後に桓玄が起兵すると、毛泰は元顕を新亭で捕らえて、殴打した。ほどなく桓玄に殺害された）
- 毛邃（游撃将軍。桓玄に殺害された）
- 毛遁（太傅主簿。兄たちが桓玄に殺害されると、広州に流された。義熙初年、建康に帰り、宜都郡太守となった）

## 伝記資料
- 『晋書』巻81 列伝第51